# Dragan Buterin
Dragan Buterin (* 25. Oktober 1971) ist ein ehemaliger kroatischer Fußballspieler.

## Laufbahn
Buterin kam 1997 vom kroatischen Klub NK Zadar zum damaligen Regionalligisten SSV Ulm 1846. Mit dem Verein schaffte er den Aufstieg in die 2. Bundesliga. Dort wurde er vornehmlich als Einwechselspieler eingesetzt. Sein einziges Profitor bei 14 Zweitligaspielen in Deutschland gelang ihm am 8. November 1998 bei 1:3-Auswärtserfolg bei Fortuna Düsseldorf, als er kurz vor Schluss zum 0:3 erfolgreich war. 
Da er sich in Ulm nicht durchsetzen konnte, ging Buterin zurück in die Regionalliga und unterschrieb bei SC Pfullendorf. Aber auch hier kam er nicht über die Reservistenrolle hinaus und wechselte nach nur einen Spielzeit kurzzeitig in die Verbandsliga Württemberg zum Heidenheimer SB, ehe er wieder zurück nach Kroatien ging.